# Simitli
Simitli (in bulgaro Симитли?) è un comune bulgaro situato nel distretto di Blagoevgrad di 15 734 abitanti (dati 2009).

## Località
Il comune è formato dall'insieme delle seguenti località:
- Simitli (sede comunale)
- Brežani
- Brestovo
- Černiče
- Dokatičevo
- Dolno Osenovo
- Gorno Osenovo
- Gradevo
- Krupnik
- Mečkul
- Polena
- Poleto
- Rakitna
- Senokos
- Suhostrel
- Sušica
- Troskovo
- Železnica